# 拜勒伯

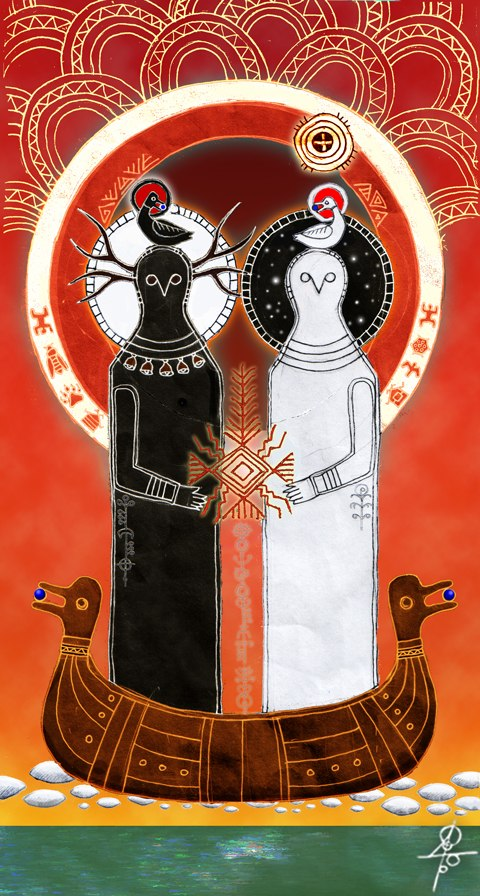
拜勒伯和申諾伯

拜勒伯（Белобог）是斯拉夫神話的光明之神、善神，意思是「白色的神」。和惡神申諾伯相對。

## 概要
在斯拉夫創世神話中，拜勒伯和申諾伯共同創造宇宙，後來起爭執而陷入永恆的對抗。拜勒伯受人崇拜，人們認為他會保護麥子，確保有好收成。

## 脚注
1. ↑  菲利浦．威金森，神話與傳說：圖解古文明的祕密，台北：時報出版，2010。